# طائرة بدون ذيل

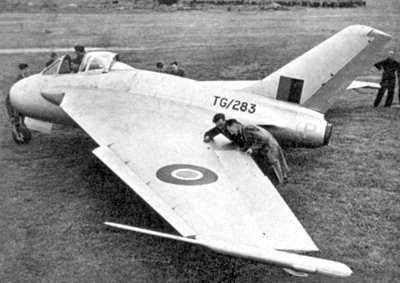
طائرة بدون ذيل

طائرة بدون ذيل (tailless aircraft) لا تحتوي على سطح أيروديناميكي أفقي آخر غير جناحها الرئيسي. مع وجود بدن وزعنفة ذيل عمودية (موازن رأسي) و/أو دفة رأسية.
تشمل المزايا النظرية للتكوين انخفاض السحب الجانبي كما هو الحال في طائرة شراعية هورتن إتش آي في المرتفعة وخصائص تخفي جيدة كما هو الحال في قاذفة نورثروب غرومان بي 2 سبيرت. تشمل العيوب حساسية محتملة للتقليم.
تم استخدام الطائرات بدون ذيل منذ أيام الرواد؛ كانت أول طائرة ثابتة تطير هي طائرة دن.5 الخالية من الذيل، في عام 1910. كان التكوين عديمة الذيل الأكثر نجاحًا هو الدلتا عديمة الذيل، خاصة بالنسبة للطائرات المقاتلة، على الرغم من أن دلتا عديمة الذيل الأكثر شيوعًا هي طائرة كونكورد.
استخدمت وكالة ناسا وصف عديم الذيل لطائرة الأبحاث الجديدة إكس-36 التي تحتوي على مقدمة كاذبة ولكن بدون زعنفة عمودية.

## تكوين الطائرات
لا يوجد سطح أفقي آخر للطائرة الخالية من الذيل بجانب جناحها الرئيسي. تم دمج وظائف التحكم الديناميكي الهوائي والتثبيت في كل من الميل واللف في الجناح الرئيسي. قد لا يزال نوع الذيل الخلفي يحتوي على زعنفة ذيل رأسية تقليدية (موازن رأسي) ودفة.

### الجناح الطائر
الجناح الطائر عبارة عن تصميم عديم الذيل يفتقر أيضًا إلى جسم مميز للطائرة، حيث يوجد الطيار والمحركات وما إلى ذلك الموجودة كليًا أو جزئيًا في الجناح.

## الديناميكا الهوائية

### الجر
تمتلك الطائرة التقليدية ذات الأجنحة الثابتة سطح موازن أفقي منفصل عن جناحها الرئيسي. يتسبب هذا السطح الإضافي في سحب إضافي يتطلب محركًا أكثر قوة، خاصة عند السرعات العالية. إذا كان من الممكن تحقيق الاستقرار والتحكم الطولي (درجة الصوت) من خلال طريقة أخرى (انظر أدناه)، فيمكن إزالة المثبت وتقليل السحب.

### استقرار طولي
لا تحتوي الطائرة الخالية من الذيل على مثبت أفقي منفصل. وبسبب هذا، فإن المركز الديناميكي الهوائي للجناح العادي سيكون أمام مركز جاذبية الطائرة، مما يخلق عدم استقرار في الملعب. يجب استخدام طريقة أخرى لتحريك المركز الديناميكي الهوائي للخلف وجعل الطائرة مستقرة. هناك طريقتان رئيسيتان للمصمم لتحقيق ذلك، الأولى يتم تطويرها بواسطة الطيار الرائد جي دبليو دن.
إن مسح الحافة الأمامية للجناح للخلف، إما كجناح مجنح أو جناح دلتا، وتقليل زاوية وقوع قسم الجناح الخارجي يسمح للجناح الخارجي بالعمل كمثبت تقليدي للطائرة الخلفية. إذا تم ذلك بشكل تدريجي على امتداد امتداد القسم الخارجي، فإنه يسمى تبييض الأطراف. حقق دن ذلك من خلال منح السطح العلوي للجناح انحناءًا مخروطيًا. في رحلة المستوى، يجب قطع الطائرة بحيث لا تساهم النصائح في أي رفع: قد تحتاج حتى إلى توفير انخفاض صغير. هذا يقلل من الكفاءة الإجمالية للجناح، ولكن بالنسبة للعديد من التصميمات - خاصة للسرعات العالية - يفوق هذا من خلال التخفيضات في السحب والوزن والتكلفة مقارنة بالموازن التقليدي. كما أن امتداد الجناح الطويل يقلل أيضًا من القدرة على المناورة، ولهذا السبب تم رفض تصميم دن من قبل الجيش البريطاني.
البديل هو استخدام الجنيحات ذات اللحظة المنخفضة أو الفارغة، والتي شوهدت على سبيل المثال في سلسلة هورتن للطائرات الشراعية والمقاتلات. هذه تستخدم قسمًا غير عادي من الجناح الهوائي مع حدبة انعكاسية أو عكسية في الخلف أو كل الجناح. مع الحدبة الانعكاسية، يكون الجانب المسطح من الجناح في الأعلى، والجانب المنحني بشدة في الأسفل، لذا فإن القسم الأمامي يقدم زاوية عالية للهجوم بينما القسم الخلفي أفقي بشكل أكبر ولا يساهم في رفع، لذا يتصرف مثل الطائرة الخلفية أو أطراف الجناح المغسول. يمكن محاكاة الحدبة الانعكاسية عن طريق تركيب مصاعد كبيرة في الجناح التقليدي وتقليصها بشكل ملحوظ لأعلى؛ يجب أيضًا تحريك مركز الجاذبية إلى الأمام إلى الموضع المعتاد. نظرًا لتأثير برنولي، يميل الحدبة الانعكاسية إلى إنشاء انخفاض صغير، وبالتالي يتم زيادة زاوية هجوم الجناح للتعويض. وهذا بدوره يخلق مقاومة إضافية. تتيح هذه الطريقة اختيارًا أوسع لشكل مخطط الجناح مقارنةً بمخطط المسح والظهر، وقد تضمنت التصميمات أجنحة مستقيمة وحتى دائرية (Arup). لكن السحب المتأصل في زاوية هجوم عالية يُنظر إليه عمومًا على أنه يجعل التصميم غير فعال، ولم يستخدمه سوى عدد قليل من أنواع الإنتاج، مثل سلسلة فوفيل ومارسكي للطائرات الشراعية.
تتمثل الطريقة الأبسط في التغلب على عدم الاستقرار من خلال تحديد موقع الوزن الرئيسي للطائرة على مسافة كبيرة أسفل الجناح، بحيث تميل الجاذبية إلى الحفاظ على الطائرة في وضع أفقي وبالتالي مواجهة أي عدم استقرار في الديناميكا الهوائية، كما هو الحال في المظلة. ومع ذلك، من الناحية العملية، نادرًا ما يكون هذا كافيًا لتوفير الاستقرار من تلقاء نفسه، وعادةً ما يتم تعزيزه بواسطة التقنيات الديناميكية الهوائية الموصوفة. ومن الأمثلة الكلاسيكية على ذلك الطائرة الشراعية المعلقة بجناح روغالو، والتي تستخدم نفس السطح المخروطي والكسر والظهر المخروطي الذي يستخدمه دن.
يمكن أيضًا توفير الاستقرار بشكل مصطنع. هناك مفاضلة بين الاستقرار والقدرة على المناورة. يتطلب المستوى العالي من القدرة على المناورة مستوى منخفضًا من الاستقرار. بعض الطائرات المقاتلة الحديثة ذات التقنية العالية غير مستقرة من الناحية الديناميكية الهوائية وتعتمد على التحكم بالكمبيوتر عبر الأسلاك لتوفير الاستقرار. مثال على ذلك الجناح الطائر نورثروب غرومان بي 2 سبيرت.

### السيطرة على ارض الملعب
فشلت العديد من التصميمات المبكرة في توفير تحكم فعال في درجة الصوت لتعويض عامل التثبيت المفقود. كانت بعض الأمثلة مستقرة ولكن لا يمكن التحكم في ارتفاعها إلا باستخدام قوة المحرك. يمكن للآخرين أن يرتفعوا أو يهبطوا بشكل حاد ولا يمكن السيطرة عليه إذا لم يتم التعامل معهم بعناية. أعطت هذه التصاميم عديمة الذيل سمعة لعدم الاستقرار. لم يتم قبول هذه السمعة على نطاق واسع على أنها غير مستحقة إلا بعد النجاح اللاحق لتكوين دلتا عديمة الذيل في عصر الطائرات.
الحل الذي يتم اعتماده عادة هو توفير مصعد كبير و/أو أسطح مرتفعة على الحافة الخلفية للجناح. ما لم يكن الجناح شديد الانجراف، يجب أن تولد قوى تحكم كبيرة، حيث أن المسافة من المركز الديناميكي الهوائي صغيرة ولحظات أقل. وبالتالي، قد يتعرض النوع عديمة الذيل لسحب أعلى أثناء مناورات الرمي من نظيره التقليدي. في جناح دلتا شديد الانجراف، تكون المسافة بين الحافة الخلفية والمركز الديناميكي الهوائي أكبر، لذا لا يلزم وجود أسطح مكبرة. كانت سلسلة داسو ميراج دلتا الخالية من الذيل ومشتقاتها من بين الطائرات المقاتلة الأكثر استخدامًا. ومع ذلك، حتى في ميراج، فإن التحكم في الملعب عند الزوايا العالية للهجوم أثناء الإقلاع والهبوط قد يكون مشكلة، وبعض المشتقات اللاحقة تتميز بأسطح كاذبة إضافية.

### استقرار ياو
الطائرة التقليدية غير مستقرة في الانحراف وتحتاج إلى زعنفة الذيل لإبقائها مستقيمة. حركة الجنيحات تخلق انعراجًا معاكسًا يسحبه خارج المنعطف، والذي يجب أيضًا تعويضه بواسطة الدفة. بينما يكون الجناح المندفع مستقرًا في رحلة مباشرة، فإنه لا يزال يعاني من الانحراف العكسي أثناء الانعطاف. يتمثل أحد الحلول في منح الجناح التفافًا كافيًا بحيث يكون الجزء الخارجي من الزاوية لأسفل ويعطي رفعًا سلبيًا. هذا يعكس تأثير الانعراج المعاكس للجنيحات، مما يساعد الطائرة على الدوران ويزيل الحاجة إلى الدفة العمودية أو مفسدين السحب التفاضلي.
وقد ثبت أيضًا أن توزيع الرفع على شكل جرس يؤدي إلى تقليل السحب المستحث لوزن معين (مقارنة بالتوزيع الإهليلجي، مما يقلله لفترة معينة).

## تاريخ
انظر أيضًا  تاريخ الجناح الطائر:

### جي دبليو دن

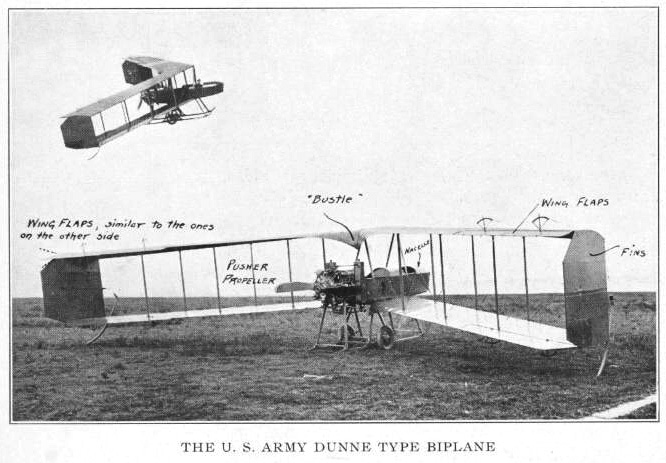
طائرة من طراز Burgess-Dunne ذات السطحين في الجيش الأمريكي عام 1917.

بين عامي 1905 و 1913، طور ضابط الجيش البريطاني ورائد الطيران جون وليام دن سلسلة من الطائرات الخالية من الذيل والتي تهدف إلى أن تكون مستقرة بطبيعتها وغير قابلة للتثبيت. مستوحاة من دراساته عن طيور النورس أثناء الطيران، فقد تميزت بأجنحة مجنحة ذات سطح علوي مخروطي الشكل. تم ترتيب المخروط بحيث ينحرف الجناح تدريجياً نحو الخارج نحو الأطراف مما يؤدي إلى حدوث سلبي، وبالتالي رفع سلبي، في الأقسام الخارجية، مما يخلق ثباتًا عامًا في كل من الانحراف والانعراج. يعمل سطح التحكم الفردي الموجود على الحافة الخلفية لكل طرف جناح كجنيح ومصعد مدمجين. كان لدى دان تقدير نوعي متقدم لمبادئ الديناميكية الهوائية المتضمنة، حتى أنه فهم كيف أن الرفع السلبي عند أطراف الجناح، جنبًا إلى جنب مع أنهيدرا شديد الانحدار للأسفل، يعزز الاستقرار الاتجاهي.
على الرغم من أنه تم تصميمه في الأصل على أنه طائرة أحادية السطح، إلا أن تصميمات دن الأولية للجيش كان مطلوبًا أن تكون ذات سطحين، وعادة ما تحتوي على هيكل جسم الطائرة بين الطائرات مع مروحة دافعة مثبتة في الخلف وزعانف صفيحة نهائية ثابتة بين كل زوج من أطراف الجناح.
بعد انتهاء عمله في الجيش، في عام 1910، شوهدت الطائرة D.5 ذات السطحين في رحلة مستقرة من قبل أورفيل رايت وجريفث بروير، اللذين قدموا تقريرًا رسميًا إلى الجمعية الملكية للطيران بهذا المعنى. وبذلك أصبحت أول طائرة على الإطلاق تحقق استقرارًا طبيعيًا في الرحلة، فضلاً عن كونها أول طائرة عملية بدون ذيل خلفية. تم بناء D.8 لاحقًا وبيعه تجاريًا بواسطة دبليو ستارلينغ بيرغس في أمريكا باسم Burgess-Dunne.
كما عاد إلى طائرته أحادية السطح. كان الطراز D.6 لعام 1911 عبارة عن طائرة أحادية السطح عالية الجناح من النوع الدافع والتي تتميز أيضًا بأناهدرا واضحًا أو متدليًا إلى أطراف الجناح. تعمل أسطح التحكم الآن أيضًا كدفة.
لا تزال العديد من أفكار دن حول الاستقرار سارية، ومن المعروف أنه أثر في المصممين اللاحقين مثل جون ك.نورثروب (والد قاذفة نورثروب غرومان بي 2 سبيريت الشبح).

### بين الحربين والحرب العالمية الثانية
تل GTR و Pterodactyls
بعد الحرب العالمية الأولى، سعى الطيار جيفري تي آر هيل أيضًا إلى تصميم مستقر وغير قابل للتثبيت. قدم دن بعض المساعدة في البداية واستمر هيل في إنتاج سلسلة Pterodactyl من الطائرات الخالية من الذيل من عشرينيات القرن الماضي فصاعدًا. بدأ هيل أيضًا في تطوير نظرية الأيروفويل المستقر جوهريًا ودمجها في تصميماته.
دلتا ليبيش
طور المنظرون الألمان نظرية الأيروفويل المستقر. أنتج المصمم ألكساندر ليبيش أول تصميم له بدون خلفية، دلتا 1، في عام 1931. واصل بناء سلسلة من التصاميم الأكثر تعقيدًا، وفي نهاية الحرب العالمية الثانية تم نقله إلى أمريكا لمواصلة عمله.
مسرشميت مي 163 كوميت
خلال الحرب العالمية الثانية، عمل ليبيش مع المصمم الألماني ويلي ميسرشميت على أول طائرة بدون خلفية دخلت حيز الإنتاج، مسرشميت مي 163 كوميت. كانت الطائرة الاعتراضية الوحيدة التي تعمل بالطاقة الصاروخية التي تم وضعها في خدمة الخطوط الأمامية، وكانت أسرع طائرة تصل إلى الخدمة التشغيلية خلال الحرب.
نورثروب
بالتوازي مع ليبيش، في الولايات المتحدة الأمريكية، كان جاك نورثروب يطور أفكاره الخاصة حول التصميمات عديمة الذيل. حلقت الطائرة نورثروب إن-1 إم في عام 1941 وتبع ذلك سلسلة من الأنواع عديمة الذيل، بعضها أجنحة طيران حقيقية.

### ما بعد الحرب
دي هافيلاند دي إتش 108 سوالو
في الأربعينيات من القرن الماضي، طور مصمم الطائرات البريطاني جون كارفر ميدوز فروست طائرة بحثية تعمل بالطاقة النفاثة عديمة الذيل تسمى دي هافيلاند <i id="mwoA">دي إتش 108 سوالو</i>، تم بناؤها باستخدام جسم الطائرة الأمامي لطائرة دي هافيلاند فامباير النفاثة. من المحتمل أن تكون إحدى هذه الطائرات من أوائل الطائرات التي كسرت حاجز الصوت على الإطلاق - لقد فعلت ذلك أثناء غوص ضحل، وسمع العديد من الشهود دوي الانفجار الصوتي. ضاعت الثلاثة المبنية في حوادث قاتلة.
نورثروب إكس -4 بانتام
على غرار طائرة دي إتش.108، كانت طائرة نورثروب إكس-4 ذات النفاثات المزدوجة التي تعمل بالطاقة عام 1948 واحدة من سلسلة طائرات ما بعد الحرب X-jetes التجريبية التي تم تطويرها في الولايات المتحدة بعد الحرب العالمية الثانية للطيران في برامج بحثية تستكشف تحديات عالية. -سرعة طيران ترانسونيك وما بعدها. كان لديها مشاكل ديناميكية هوائية مشابهة لتلك التي حدثت في طائرة دي إتش.108، لكن كلا المثالين إكس-4 اللذين تم بناؤهما نجا من برامج اختبار الطيران الخاصة بهما دون حوادث خطيرة من خلال حوالي 80 رحلة بحثية إجمالية من 1950-1953، ووصلت فقط إلى سرعات قصوى تبلغ 640 ميل في الساعة (1,035 كم / ساعة).
داسو ميراج
كانت سلسلة طائرات ميراج الفرنسية من الطائرات النفاثة الأسرع من الصوت مثالاً على تكوين دلتا عديمة الذيل، وأصبحت واحدة من أكثر الطائرات النفاثة الغربية إنتاجًا على نطاق واسع. على النقيض من ذلك، فإن المقاتلة ذات الأجنحة الدلتا المنتجة على نطاق واسع في الاتحاد السوفيتي، ميكويان جورفيتش ميغ 21، لديها مثبت الذيل.
كونفير إف 2 واي سي دارت
في الخمسينيات من القرن الماضي، أصبح النموذج الأولي لطائرة كونفير F2Y سي دارت هو الطائرة المائية الوحيدة التي تجاوزت سرعة الصوت. قامت شركة كونفير ببناء العديد من أنواع دلتا عديمة الذيل الناجحة الأخرى.
الطائرات الأسرع من الصوت
كانت طائرة النقل الكونكورد الأنجلو-فرنسية الأسرع من الصوت، ونظيرتها السوفيتية، توبوليف تي يو 144، من الطائرات النفاثة الأسرع من الصوت، مع أجنحة دلتا (ogival). غالبًا ما تمت ملاحظة جمال وروعة هذه الطائرات أثناء الطيران.
لوكهيد غس آر-71 بلاك بيرد
طائرة الاستطلاع الاستراتيجية الأمريكية لوكهيد إس آر-71 بلاك بيردلوكهيد إس آر-71 بلاك بيرد هي أسرع طائرة تعمل بالطاقة النفاثة، وتحقق سرعات أعلى من ماخ 3.
ناسا برانتل- دي
تم تطوير جناح التصميم الديناميكي الهوائي للبحوث الأولية التابع لوكالة ناسا لسحب منخفض (PRANDTL-D) بواسطة آل باورز في مركز أبحاث الطيران التابع لناسا أرمسترونغ. استوحى باورز من أعمال لودفيج براندتل، ومثل دن، من خلال مشاهدة تحليق الطيور. كما هو الحال مع تصميم «دن» (Dunne)، فإنه يحتوي على التفاف جناح كافٍ لضبط أطراف الجناح بزاوية سالبة وإنشاء نفس اقتران الانعراج الموجب. طور باورز تحليلًا كميًا لخصائص الرفع، مما أدى إلى اكتشافه العام لتوزيع الرفع على شكل جرس والذي يقلل السحب المستحث لوزن الطائرة. طبق هذا التوزيع في سلسلة تصاميم "Prandtl-D". بحلول نهاية عام 2017، كان قد طار ثلاثة نماذج بحثية من هذا القبيل.